# Sony Ericsson Xperia X1
Sony Ericsson Xperia X1 — первый смартфон фирмы Sony Ericsson из линейки Xperia. Впервые был анонсирован 10 февраля 2008 года на Mobile World Congress. Модель основана на платформе Windows Mobile 6.1. Впервые поступил в продажу в Швеции, Великобритании и Германии — 30 октября 2008 года. В России ожидался на 2-й неделе 2009 года. Поступил в розничную продажу в последнюю неделю января 2009.

## Технические характеристики
Устройство способно работать в среде Java (JBed), которая, как утверждается, обладает более широким набором функций, чем обычно доступны. Таким образом, поддерживается вся огромная библиоиека программ для Nokia Symbian, что очень полезно при отсутствии необходимого нативного ПО.
Телефон оснащен трехдюймовым резистивным сенсорным экраном, наложенным на клавиатуру, который появляется, когда пользователь перемещает сенсорный экран лицевой стороной вверх. Сенсорный экран — 65,536-цветной TFT WVGA дисплей. Он имеет 3,2-мегапиксельную цифровую камеру, которая записывает видео со скоростью тридцать кадров в секунду в качестве VGA (640 × 480). Существует также дополнительная фронтальная камера для видеоконференций, которая имеет формат QCIF. Варианты подключения для телефона включают в себя: мини-USB; беспроводная локальная сеть 802.11b / g; Bluetooth 2.0 с A2DP, FTP и HID; EDGE; и четырёхдиапазонный GSM, UMTS, HSDPA, HSUPA и HSCSD.
X1 имеет 512 МБ встроенной памяти (400 МБ свободной), которую можно расширить до 16 гигабайт с помощью карт памяти microSD большой емкости, в настоящее время SanDisk выпустила карты объёмом до 2048 гигабайт. [6] Телефон также оснащен A-GPS для навигации.
X1 поставляется с предустановленной Opera Mobile, которая, увы, не обновлялась позже, и актуальную версию ставить необходимо самому. Также установлен MS Office Mobile, который позволяет создавать и редактировать таблицы в Excel, печатать тексты в Word и просматривать презентации.
Стандартные функции X1 включают push-сообщения электронной почты, агрегатор RSS-каналов и распознавание рукописного ввода.
Он также может использовать функцию сети альтернативной линии GSM.
Устройство имеет процессор Qualcomm ARM 11 MSM7200A, который работает на частоте 528 МГц. Объём оперативной памяти устройства составляет 256 МБ. Windows Mobile занимает около 30 МБ.